# Astrea (Kolumbia)
Astrea – miasto w Kolumbii, w departamencie Cesar.